# Moisés Ribeiro Santos
Moisés Ribeiro Santos (nacido el 3 de marzo de 1991) es un futbolista brasileño que se desempeña como centrocampista. actualmente juega para el Centro Sportivo Alagoano de la Serie C
Jugó para clubes como el Corinthians, Bragantino, Boa Esporte, Mogi Mirim, Sampaio Corrêa, Avispa Fukuoka y Chapecoense.

## Trayectoria

### Clubes
| Club           | País   | Año           |
| -------------- | ------ | ------------- |
| Corinthians    | Brasil | 2011-2014     |
| Olaria         | Brasil | 2012          |
| Bragantino     | Brasil | 2012-2013     |
| Boa Esporte    | Brasil | 2013-2014     |
| Mogi Mirim     | Brasil | 2014          |
| Linense        | Brasil | 2015-2017     |
| Sampaio Corrêa | Brasil | 2015          |
| Avispa Fukuoka | Japón  | 2015          |
| Chapecoense    | Brasil | 2016-2021     |
| Ponte Preta    | Brasil | 2022          |
| EC Santo André | Brasil | 2023          |
| CSA            | Brasil | 2023-presente |

## Palmarés

### Campeonatos nacionales
| Título            | Club        | País   | Año  |
| ----------------- | ----------- | ------ | ---- |
| Copa Sudamericana | Chapecoense | Brasil | 2016 |
| Serie B           | Chapecoense | Brasil | 2020 |